# مارک شانکلند
مارک شانکلند (انگلیسی: Mark Shankland؛ زادهٔ ۱۱ ژوئیهٔ ۱۹۹۵) بازیکن فوتبال اهل بریتانیا است.
از باشگاه‌هایی که در آن بازی کرده است می‌توان به باشگاه فوتبال ایر یونایتد اشاره کرد.